# Friedrich Fuchs (Kunsthistoriker)
Friedrich Fuchs (* 26. März 1952; † 16. November 2016) war ein deutscher Kunsthistoriker, Bauforscher und Restaurator.

## Leben
Friedrich Fuchs absolvierte eine Ausbildung zum Restaurator sowie ein Studium der Kunstgeschichte und der klassischen Archäologie, das er mit einer Dissertation über das Westportal des Regensburger Domes abschloss. Seit den 1980er Jahren war er an dem DFG-Projekt Der Regensburger Dom. Interdisziplinäres Modellprojekt zur Erforschung einer gotischen Kathedrale beteiligt. Seit 1991 war er an den Kunstsammlungen des Bistums Regensburg beschäftigt, wo er mit der Inventarisation kirchlichen Kunstgutes im Bistum Regensburg befasst war. 1995 war er Gründungsmitglied des Arbeitskreises für die Inventarisation und Pflege des kirchlichen Kunstgutes. Er galt als einer der profundesten Kenner des Regensburger Domes, über den er zahlreiche Publikationen veröffentlichte.

## Publikationen (Auswahl)
Eigenständige Publikationen:
- Das Hauptportal des Regensburger Domes. Portal, Vorhalle, Skulptur. Schnell und Steiner, München und Zürich 1990.
- St. Mariae Himmelfahrt in Oberndorf. Verl. der Weltenburger Akademie Aventinum, Abensberg 1995.
- St. Leodegar, Mendorf (= Kleine Kunstführer 2208). Schnell und Steiner, Regensburg 1995.
- Die Kirche St. Georg in Gronsdorf, Stadt Kelheim. Verl. der Weltenburger Akad. Aventinum, Abensberg 1996.
- St. Martin und St. Benedikt, Oberisling (= Kleine Kunstführer 2318). Schnell und Steiner, Regensburg 1998.
- Die Kirchen der Pfarrei Vohburg (= Kleine Kunstführer 2455). Schnell und Steiner, Regensburg 2002.
- Bilder von Maria am Regensburger Dom. Hrsg. v. Institutum Marianum e. V., Regensburg 2002.
- Die Kirchen der Pfarrei Stammham (= Kleine Kunstführer 2579). Schnell und Steiner, Regensburg 2005.
- Die Regensburger Domtürme. 1859–1869. Schnell und Steiner, Regensburg 2006.
- Die Kirchen der Pfarrei Mainburg (= Kleine Kunstführer 2695). Schnell und Steiner, Regensburg 2008.
- Kunstpfad von der Altstadt durch die Friedhöfe über den Campus der Hochschulen. Schnell und Steiner, Regensburg 2010.
- Der Dom St. Peter in Regensburg. Schnell und Steiner, Regensburg 2010.
- Der lachende Engel. Auf den Spuren der Steine am Dom zu Regensburg. Schnell und Steiner, Regensburg 2016.

Aufsätze:
- Das Gold in der Kulturgeschichte und in der Kunst. In: Gold im Herzen Europas. Aufsätze und Katalog. Schriftenreihe des Bergbau- und Industriemuseums Ostbayern. Bd. 34, Amberg 1996, S. 157–188.

- Die Kirchen von Sulzbach-Rosenberg. In: Stadt Sulzbach-Rosenberg (Hrsg.): Eisenerz und Morgenglanz. Geschichte der Stadt Sulzbach-Rosenberg. Amberg 1999, Bd. 2, S. 777–793.

- Werktechnische Beobachtungen am Westportal des Regensburger Domes. In: Erwin Emmerling, Detlef Knipping, Franz Niehoff (Hrsg.): Das Westportal der Heiliggeistkirche in Landshut. München 2001, S. 239–248.
- Der spätgotische Heiliggrab Christus im Straubinger Karmelitenkloster – Ein Sensationsfund zur Straubinger Tonplastik. In: Jahresbericht des Historischen Vereins für Straubing und Umgebung. 103/2001, S. 91–117.
- Die Kirchen in Stadt und Umland von Vohburg. In: Stadt Vohburg (Hrsg.): Vohburg. Beiträge zur Natur- und Kulturgeschichte von Vohburg. Kipfenberg 2002, S. 91–118.
- Höfische Kapellen. Ableger und Abwandlungen eines Bautypus in der Region Regensburg. In: ARX. Burgen und Schlösser in Bayern, Österreich und Südtirol, hrsg. v. Südtiroler Burgeninstitut, Bozen 2006, H. 2, S. 29–35.
- Die Pfarrkirche von Poikam – Baugeschichte und Ausstattung. In: Pfarrei Poikam (Hrsg.): 600 Jahre Pfarrei Poikam. Ein Führer durch die Ortsgeschichte und die Pfarrkirche, 2007, S. 22–35.
- Die Kirche St. Gallus und St. Sebastian in Sandharlanden. Baugeschichte und Ausstattung. In: Katholisches Pfarramt Abensberg (Hrsg.): 520 Jahre Benefizium Sandharlanden. Ein Dorf im Strom der Geschichte und im Leben der Gegenwart, S. 197–225.
- Eine Tochter der Bernauerin? Ein Neufund zur Straubinger Tonplastik. In: Jahresbericht des Historischen Vereins für Straubing und Umgebung. 110/2008, S. 235–245.